# Vitória do Mar Futebol Clube
El Vitória do Mar Futebol Clube fue un equipo de fútbol de Brasil que jugó en el Campeonato Maranhense, la primera división del estado de Maranhao.

## Historia
Fue fundado el 7 de septiembre de 1949 en el municipio de Sao Luis, capital del estado de Maranhao por un grupo de trabajadores portuarios, y en 1950 participa en el Campeonato Maranhense por primera vez.
En 1952 es campeón estatal por primera vez, siendo el primer ganador del Campeonato Maranhense de manera invicta, y se mudan a la ciudad de Paço do Lumiar en los años 1960, donde jugaron de manera constante en el Campeonato Maranhense hasta su última participación en la liga en 1994 luego de que no cumplieran con las condiciones para jugar a nivel profesional.
Desde 2011 el club ha estado intentando regresa a la competición profesional en el estado de Maranhao sin éxito.

## Palmarés
- Campeonato Maranhense: 1

Campeón en 1952